# ابو المحاسن رویانی

## زندگی
زندگی‌نامه
فخرالاسلام ابوالمحاسن عبدالواحد بن اسماعیل رویانی طبری از علمای برجسته شافعی و قاضی طبرستان بود. اودر سال ۴۱۵ قمری در رویان (نور) مازندران متولد شد. او علوم حدیث را از عبدالغافر بن محمد فارسی و فقه را از محمد بن بیان کازرونی آموخت. زاهر بن طاهر سحامی یکی از شاگردان برجسته وی بود. رویانی همچنین از مشایخ سیدضیاءالدین فضل‌الله راوندی و قطب راوندی به شمار می‌رفت. وی به دلیل فضل و دانش فراوان، احترام بسیاری در میان بزرگان عصر خود داشت. نظام‌الملک، وزیر ملکشاه، به دلیل علم او، حرمت زیادی برایش قائل بود.
رویانی سفرهای علمی متعددی داشت؛ از جمله سفر به بخارا که در طی آن از غزنه و نیشابور دیدار کرد و با فضلا ملاقات کرد. او در نیشابور در مجلس درس ناصر مروزی حاضر شد. پس از بازگشت به آمل، مدرسه‌ای ساخت و در آنجا به تدریس و حدیث‌گویی پرداخت. او بعدها به ری رفت و در آنجا نیز به تدریس پرداخت. همچنین سفری به اصفهان داشت و در جامع اصفهان به تدریس حدیث پرداخت.
سرانجام، فخرالاسلام رویانی در روز جمعه یازدهم محرم سال ۵۰۲ قمری، پس از جلسه املای حدیث در جامع آمل، به دلیل فتوای او علیه حشاشین اسماعیلیه (باطنیه)، توسط آنان به قتل رسید.

## آثار
رویانی آثار متعددی در علوم اسلامی، به‌ویژه در فقه و حدیث، تألیف کرده است. برخی از مهم‌ترین آثار او عبارتند از:
- بحرالمذهب: کتابی مفصل در فروع فقه شافعی.
- مناصیص‌الامام الشافعی یا نصوص‌الشافعی: در شرح نظرات شافعی
- الکافی: اثری در فروع فقه.
- حلیهٔ‌المؤمن: در اخلاق و آداب دینی.[۶]
- التهذیب فی غریب‌الحدیث: کتابی در توضیح واژگان دشوار احادیث.
- الفروق: در فقه.
- التحبیر: مجموعه‌ای از نظرات علمی.
- العوالی: در علم حدیث.
- المبتدا: اثری درباره اصول و مبانی.
- حقیقهٔ‌القولین: کتابی فقهی.
- الجعفریات: در مسائل مختلف اسلامی.
- تکملهٔ‌السعادات فی تکلمهٔ‌العبادات المسنونات: کتابی در زمینه عبادات.
- جمع‌الجوامع: اثری به زبان فارسی.